# Corn cutanat

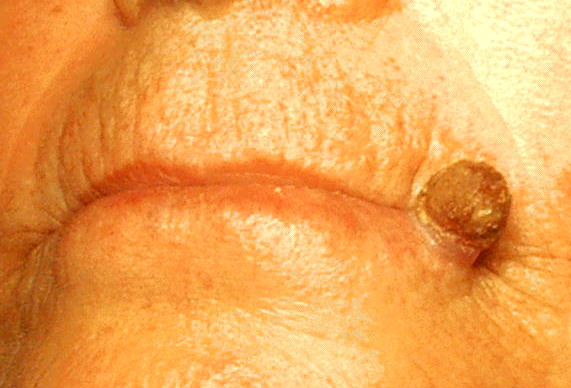
Corn cutanat pe buza inferioară cauzat de keratoza actinică.

Cornul cutanat este o leziune cutanată hiperkeratozică frecventă la persoanele în vârstă sub forma unei protuberanțe conice pe suprafața pielii care seamănă cu cornul animalelor în miniatură. Baza cornului poate fi plată, nodulară sau crateriformă. Cornul este compus din cheratină compactă. Cornul cutanat se formează de obicei pe pielea expusă la soare, dar poate apărea și pe pielea neexpusă la soare. Localizările de elecție sunt: fața, buza inferioară, scalpul, urechile; poate apărea și în alte zone: mâini, penis, pleoape. Cornul cutanat apare în diverse leziuni cutanate hiperkeratozice - keratoze seboreice, angioame, veruci vulgare, chiste trichilemale, epitelioame spinocelulare sau bazocelulare, keratoze actinice, keratoacantoame. Mai mult de jumătate din coarnele cutanate sunt benigne, iar 23-37% sunt derivate din keratoza actinică. În 20% există o malignitate la baza cornului cutanat.

## Clasificația Internațională a Maladiilor
Clasificația Internațională a Maladiilor (CIM), revizia a 10-a:L85.8